# Naim Araidi
Naim Araidi (Maghar, 2 aprile 1950 – 2 ottobre 2015) è stato un poeta, insegnante e diplomatico palestinese con cittadinanza israeliana, che negli ultimi anni della sua vita fu ambasciatore di Israele in Norvegia.
Apparteneva alla minoranza religiosa dei Drusi.

## Studi
Naim Araidi ha studiato presso la scuola elementare di Maghar e successivamente si trasferì ad Haifa per completare la sua istruzione secondaria.
Qui guadagnò due titoli di Bachelor of Arts: il primo in Lingua Ebraica e Scienze Politiche e l'altro in Letteratura Ebraica e Letteratura Comparata.
Naim Araidi, successivamente, conseguì un Master of Arts in Letteratura Ebraica e Letteratura Comparata all'Università di Haifa, ed ha continuato a conseguire un dottorato di ricerca in Letteratura Ebraica all'Università Bar-Ilan.
Ha lavorato come insegnante e docente presso le Università di Haifa e Bar-Ilan prima di passare al Gordon College of Education e l'Università Araba per l'Educazione in Israele di Haifa.

## Carriera lavorativa
Attualmente è il Direttore del Centro di Letteratura per bambini presso il Collegio Arabo e il Coordinatore di Studi per gli studenti non ebrei del Gordon College. Oltre ad insegnare, Naim Araidi, è attivo anche nel giornalismo e presenta due programmi settimanali su Channel 2: un programma per bambini e un programma di notizie.
Per quanto riguarda il suo lavoro editoriale, ha partecipato alla redazione della rivista dell'Unione degli Scrittori Ebrei Mifgash. Ha fondato ed è stato direttore della rivista Al-Aswar.

I suoi lavori, che originariamente sono stati scritti in ebraico e in arabo, sono stati tradotti in molte altre lingue. Le sue opere comprendono scritti nel campo della letteratura per bambini, critica, poesia e ricerca.
Nel 2009 è stato ospite in Italia a Roma, al Centro Culturale Francese, premiato al Teranova Festival.
Per la prima volta in Italia una antologia delle sue poesie viene pubblicata dalla Seam Edizioni e in poco più di tre mesi viene ristampata. La prima edizione viene presentata durante il gemellaggio poetico romano con Ottobre in Poesia nel 2013. La seconda edizione è motivo di un tour lombardo organizzato dalla stessa editrice e dai poeti Uke Bucpapaj, Beppe Costa, Stefania Battistella; che lo hanno tradotto.

## Nissan Festival
Naim Araidi ha ideato e fondato il Nissan Festival nel 1999, nell'occasione della seconda Intifada e con l'intenzione di stabilire in canale di comunicazione fra le diverse religioni che popolano il Medio Oriente.

## Nomina ambasciatore
Nell'aprile del 2012 Naim Araidi è stato candidato per il ruolo d'ambasciatore israeliano in Nuova Zelanda. Nel mese di giugno tale decisione è stata modificata, ed è stato nominato ambasciatore d'Israele in Norvegia.

## Pubblicazioni
- Canzoni di Galilea, (2013) (a cura di Stefania Battistella e Beppe Costa), Seam Edizioni[5], ISBN 9788881795154.